# فرمان گم‌شده
فرمان گم‌شده (به انگلیسی: Lost Command) فیلمی در ژانر جنگی به کارگردانی مارک رابسون است که در سال ۱۹۶۶ منتشر شد.
فیلمنامه این درامِ جنگی را نلسون گیدینگ نگاشته است. رمان «دسته‌های صدنفری» اثر ژان لارتوگای نویسنده فرانسوی الهام‌بخش گیدینگ در نگارش فیلمنامه «فرمان گمشده» بوده است. داستان فیلم فرمان گمشده به دوران نبرد ارتش فرانسه در دهه ۱۹۵۰ میلادی در منطقه هندوچین با چریک‌های ویت مین و سپس در الجزایر با جنبش مقاومت این کشور مربوط می‌شود.

## داستان فیلم
آنتونی کوئین در این فیلم نقش سرهنگ دوم پیر راسپگوی را بازی می‌کند. او به عنوان فرمانده در نبردی سخت در دین بین فو بسیاری از نیروهای خود را از دست می‌دهد و با قطع ارتباط از ستاد فرماندهی مرکزی تصمیم می‌گیرد تا خود نیروهای باقیمانده‌اش را از مهلکه نجات دهد و تسلیم ویتنامی‌ها می‌شود.
بعد از بازگشت از هند و چین سرهنگ راسپگوی در فرانسه مورد توبیخ قرار می‌گیرد. آخرین فرصت او برای ادامه خدمت در ارتش موفقیت در نبرد با استقلال طلبان الجزایر است که با شکست فرانسه در ویتنام به حرکت درآمده اند.
پس از پاره ای از دریگری‌ها فرانسوی‌ها متوجه می‌شوند که رهبر چریک‌های الجزایری کسی نیست جز مهدی هم قطار سابق آنان در ارتش فرانسه در نبرد دبین فو! در این میان سروان اسکلاویه (آلن دلون) در رابطه ای عاشقانه با عایشه خواهر مهدی درگیر می‌شود که از او برای انتقال مواد منفجره در الجزیره سوءاستفاده می‌کند…

## بیشتر
ترکیبی از بازیگران سینمای آمریکا و اروپا در این فیلم نقش آفرینی کرده‌اند. آنتونی کوئین و جرج سیگال در نقش ستوان الجزایری بن مهیدی بازیگران آمریکایی فیلم هستند که در کنار بازیگران فرانسوی همچون آلن دلون در نقش سروان اسکلاویه، میشل مورگان در نقش کنتس دوکلرفون، موریس رونه در نقش سروان بوآفورا و کلودیا کاردیناله در نقش عایشه، گرگوار اصلان در نقش دکتر علی بن سعد و ژان سروه در نقش ژنرال میلس در این فیلم جنگی بازی کرده‌اند. صحنه‌های فیلم «فرمان گمشده» در آلمیرا، مادرید و اندلس اسپانیا تصویربرداری شده‌اند. مارک رابسون و جان سولان تهیه‌کننده این فیلم بوده‌اند. فرانس واکسمن آهنگسازی، رابرت سورتیس فیلمبرداری، دوروتی اسپنسر تدوین، جان استول طراحی تولید، هاروی وودز انتخاب بازیگران و تعیین نقش‌ها، تانین آوتره طراحی لباس و ورنون دیکسون طراحی صحنه فیلم سینمایی «فرمان گمشده» را بر عهده داشته‌اند. «فرمان گمشده» فیلمی مستندگونه است و بر اساس ماجراهای واقعی ساخته شده است. این فیلم چهار سال بعد از استقلال الجزایر منتشر شد و به دلیل نمایش خشونت سربازان فرانسوی تا ده سال در این کشور اجازه انتشار نداشت. آنتونی کوئین با ارایه یکی از درخشان‌ترین بازی‌های خود فیلم «فرمان گمشده» را به اوج رسانده است.

## بازیگران
- آنتونی کوئین
- آلن دلون
- جرج سیگال
- میشل مورگان
- موریس رونه
- کلودیا کاردیناله
- گرگوار آسلان
- ژان سروه
- خوزه ماریا کافارل